# 韦勒河畔布勒伊
韦勒河畔布勒伊（法語：Breuil-sur-Vesle，法語發音：[bʁœj syʁ vɛl]；2018年之前名为布勒伊 (Breuil)）是法国马恩省的一个市镇，属于兰斯区。

## 地理
韦勒河畔布勒伊（49°18'38"N, 3°46'0"E）面积6.46 平方千米，位于法国大東部大區马恩省，该省份为法国东北部内陆省份，北起阿登省，西北接埃纳省，西南接塞纳-马恩省，南至奥布省，东南接上马恩省，东临默兹省。
与韦勒河畔布勒伊接壤的市镇（或旧市镇、城区）包括：罗曼、库尔朗东、乌尔日、马尼厄、韦勒河畔蒙蒂尼、安谢尔、旺德伊。

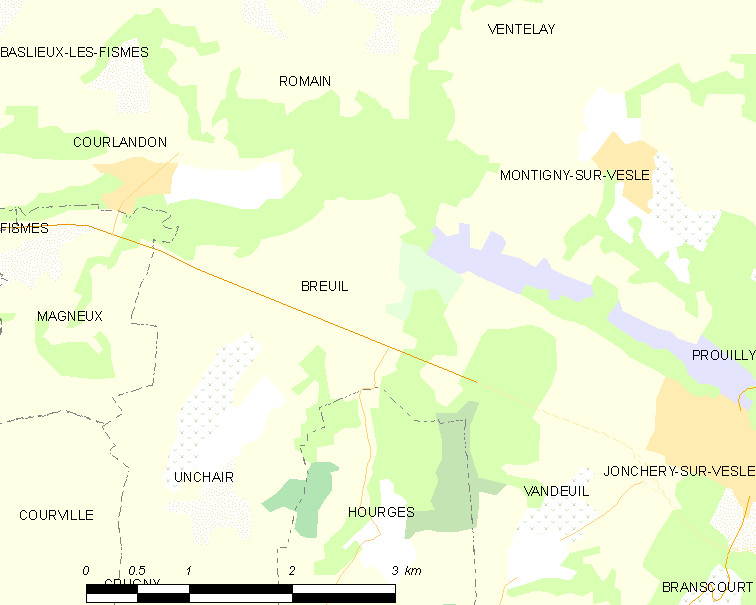
韦勒河畔布勒伊的OSM定位图

韦勒河畔布勒伊的时区为UTC+01:00、UTC+02:00（夏令时）。

## 行政
韦勒河畔布勒伊的邮政编码为51140，INSEE市镇编码为51086。

## 政治
韦勒河畔布勒伊所属的省级选区为菲姆-兰斯山县。

## 人口

1962-2008年间韦勒河畔布勒伊人口变化图示

韦勒河畔布勒伊于2022年1月1日时的人口数量为326人。